# Alexandre Chorin
Alexandre Chorin (né en Pologne le 25 juin 1938) est un mathématicien américain.

## Formation
Chorin est diplômé de l’École polytechnique fédérale de Lausanne en 1961, puis un M. S. (1961) et un Ph. D. (1964) en mathématiques de la New York University en 1964.

## Distinctions
Il reçoit du président Obama la Médaille nationale de la science en octobre 2014.